# Oh... na na na
Oh... na na na è un singolo del gruppo musicale italiano Oliver Onions pubblicato nel 1979.

## Descrizione
Oh... na na na è un brano scritto da Cesare De Natale su musica di Guido e Maurizio De Angelis. Il brano fu utilizzato come sigla italiana della serie televisiva L'occhio che uccide, interpretata dall'attore britannico Marty Feldman, trasmessa negli Stati Uniti nel 1971 e distribuita in Italia solo nel 1979.
Sul lato B è incisa la versione strumentale.